# Joachim Eilers
Joachim Eilers (ur. 2 kwietnia 1990 w Kolonii) – niemiecki kolarz torowy, wielokrotny medalista mistrzostw świata i dwukrotny medalista mistrzostw Europy.

## Kariera
Pierwszy sukces w karierze Joachim Eilers osiągnął w 2010 roku, kiedy zdobył złoty medal w sprincie drużynowym podczas mistrzostw Europy U-23. Na rozgrywanych dwa lata później mistrzostwach Europy w Poniewieżu zdobył swoje dwa pierwsze medale wśród seniorów: wspólnie z kolegami z reprezentacji zwyciężył w sprincie drużynowym, a indywidualnie był drugi w keirinie. W 2013 roku brał udział w mistrzostwach świata w Mińsku, gdzie zajął trzecie miejsce w wyścigu na 1 km. W zawodach tych wyprzedzili go jedynie Francuz François Pervis oraz Simon van Velthooven z Nowej Zelandii. W 2014 roku zdobył srebrny medal w wyścigu na 1 km podczas mistrzostw świata w Cali. W zawodach tych wyprzedził go tylko Pervis, a trzecie miejsce zajął Van Velthooven. Kolejne medale przywiózł z mistrzostw świata w Paryżu w 2015 roku, gdzie był trzeci w sprincie drużynowym, a na 1000 m był drugi. Największe sukcesy osiągnął na rozgrywanych rok później mistrzostwach świata w Londynie, gdzie zwyciężał w wyścigu na 1000 m i keirinie, a w sprincie drużynowym ponownie był trzeci.